# Karl Ewald Hasse

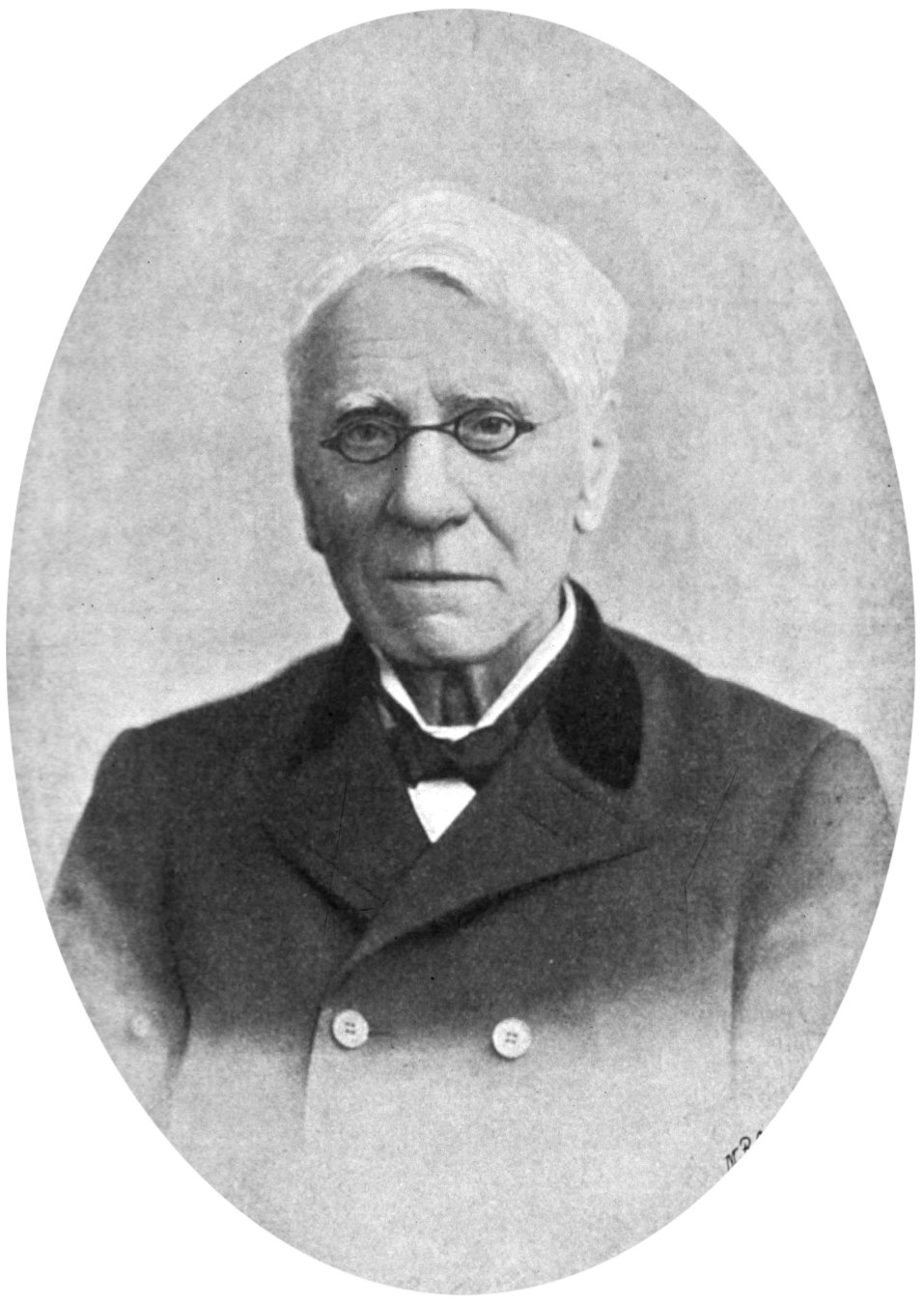
Karl Ewald Hasse.

Karl Ewald Hasse, född den 23 juni 1810 i Dresden, död den 26 september 1902 i Hannover, var en tysk läkare.

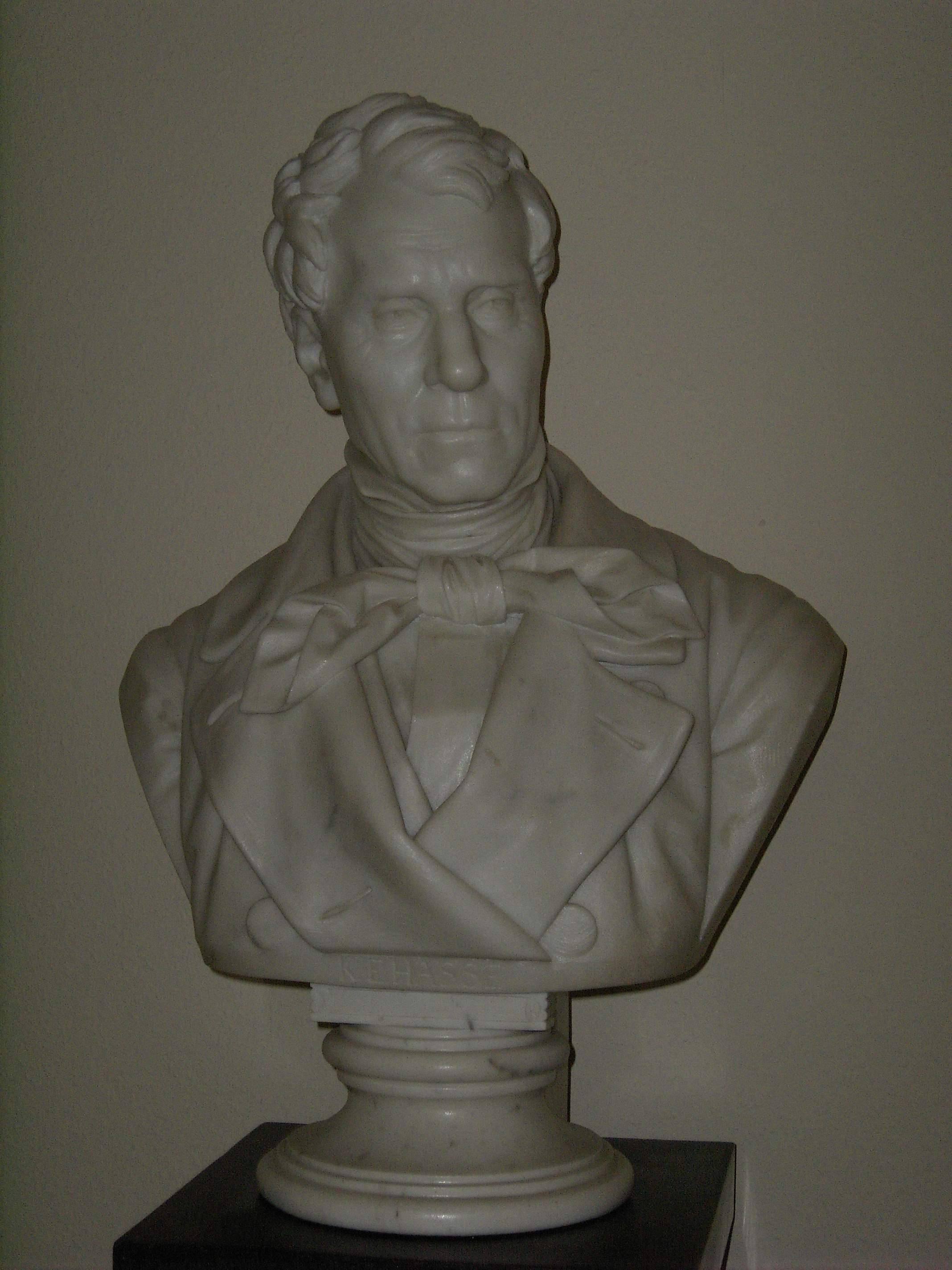
Karl Ewald Hasse, byst av Carl Ferdinand Hartzer.

Hasse blev 1839 extra ordinarie professor i Leipzig, 1844 professor i medicinsk klinik i Zürich samt förflyttades 1852 till Heidelberg och var 1856–1879 professor i Göttingen.